# Жан Жакар
Проф. Жан Жакар (на френски: Jean Jacquart) е френски историк, специалист по нова история на селските райони. В периода 1976 – 1989 г. е професор по съвременна история в Сорбоната.

## Биография
Роден е на 16 октомври 1928 г. в 4-ти район на френската столица Париж. През 1951 г. завършва Висшето еталонно училище „Сен Клод“ в родния си град, след което работи като гимназиален учител. Впоследствие продължава преподавателската си кариера във висшето образование. Чете лекции в университетите на Безансон, Клермон-Феран и Амиен. С подкрепата на Пиер Губер, през 1976 г. е избран за професор в университета „Париж-I Пантеон-Сорбона“. Там преподава в продължение на тринадесет години.
Умира на 24 декември 1998 г. след кратко боледуване.

## Трудове
- Le XVIe siècle, Paris, Изд. „Armand Colin“. 1972. (съавтор Бартоломе Бенасар)
  - XVI век, С., Изд. „Рива“. 2011, 416 с. ISBN 978-954-320-380-2 (съавтор Бартоломе Бенасар)
- La crise rurale en Île-de-France 1550 – 1670, Paris, Изд. „Armand Colin“. 1974.
- L'Histoire de la France rurale, Т. II, Paris, Изд. „Seuil“. 1975. (съавтор)
- L'Histoire économique et sociale du monde, Т. II, Paris, 1978. (съавтор)
- François Ier, Paris, Изд. „Fayard“. 1981.
- Bayard, Paris, Изд. „Fayard“. 1987.
- Paris et l'Île-de-France au temps des paysans (XVIe-XVIIe siècles), Paris, Publications de la Sorbonne, 1990.